# Иуда Варсава
Иу́да Варса́ва (от сир. ܒܪ ܫܒܐ — «сын субботы; сын старца», др.-греч. Βαρσαββᾶς), согласно Деяниям апостолов — один из «мужей, начальствующих между братиями» (Деян. 15:22), «пророк» (Деян. 15:32). Сотрудник апостола Силы. Член христианской общины Иерусалима. Вместе с апостолами Павлом, Варнавой и Силой был послан в Антиохию для разъяснения христианам решения Апостольского собора о том, что христианам из язычников нет необходимости соблюдать законы Моисея. В Сирии и Киликии Иуда Варсава и Сила «обильным словом преподали наставление братиям и утвердили их» (Деян. 15:32), затем Варсава возвратился в Иерусалим, а Сила остался с апостолом Павлом (Деян. 15:33—34).
На основании характеристики Иуды Варсавы и Силы как «мужей, начальствующих над братией» (ἄνδρας ἡγουμένους ἐν τοῖς ἀδελφοῖς) было сделано предположение, что они могли входить в число пресвитеров Иерусалимской церкви.
Иуда Варсава включён в сирийские каталоги апостолов. Согласно каталогу апостолов, проповедовал в Галатии, где и погребён.
Имя Иуды Варсавы упоминается в средневековых армянских календарях в Соборе 70 апостолов под 2 а (9 апреля) и вместе с памятью апостолов Силы, Силуана, Крискента, Епенета, Аристарха и Аристовула под 24 а (30 июля).